# Xã Columbia, Quận Brown, South Dakota
Xã Columbia (tiếng Anh: Columbia Township) là một xã thuộc quận Brown, tiểu bang Nam Dakota, Hoa Kỳ. Năm 2010, dân số của xã này là 107 người.